# 根松駅
根松駅（こんまつえき）は、かつての静岡県榛原郡榛原町（現・牧之原市）に存在した静岡鉄道駿遠線の駅である。

## 当時の様子
細江駅から当駅にかけては勾配が無くほぼ直線だったため、時速45km/hを出すことができた区間であった。昔は速度計が無かった頃は、軌条音で時速を計っていた。榛原病院の横を抜けて田沼街道を横断するところに駅が設けられていた。
近くに有った高尾山の御寺の祭礼の時は臨時バスも駅前から出ており、随分賑わっていた。

## 現在の様子
駅前の踏切脇には、当時からあったと思われる商店の建物も健在である。

駅舎跡と駅前広場部分はマンションに、貨物ホーム部分は製茶工場になっており、線路のあった部分は交換施設も含めてそれらしい線形に敷地が広がっており、当時を偲ぶ事が出来る。

## 歴史
- 1915年（大正4年）5月1日 - 藤相鉄道として、大幡（のちに廃駅） - 細江 間が開業と同時に開設
- 1943年（昭和18年）5月15日 - 戦時統合により、静岡鉄道藤相線の駅となる。
- 1948年（昭和23年）9月8日 - 静岡鉄道駿遠線の駅となる。
- 1968年（昭和43年）8月21日 - 大井川 - 堀野新田 間が廃止と共に廃駅。

## 隣の駅
静岡鉄道駿遠線
上吉田駅 - 根松駅 - 細江駅